# Hochaltar (St. Ulrich und Afra)

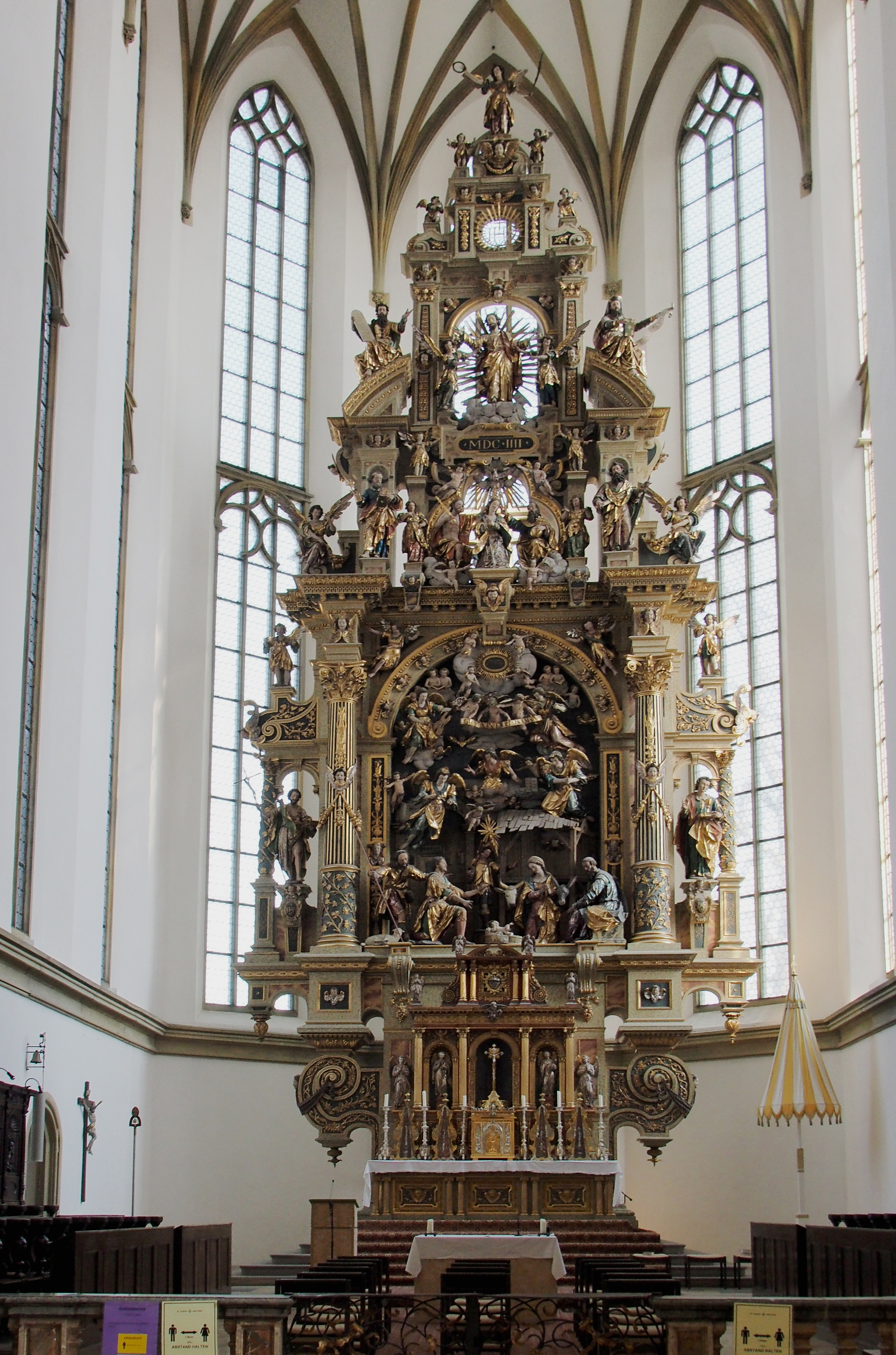
Hochaltar von Hans Degler in St. Ulrich und Afra (Augsburg)

Der monumentale 23 m hohe Hochaltar in der Stiftskirche St. Ulrich und Afra in Augsburg ist eines der drei herausragenden Hauptwerke des Weilheimer Bildhauers Hans Degler; die beiden anderen sind die 21 m hohen Seitenaltäre in dieser Kirche. Sie zählen zu den bedeutendsten manieristischen Altären Deutschlands, beinhalten insgesamt 270 Einzelfiguren und sollen auf Entwürfe Hans Krumppers zurückgehen.

## Geschichte
Kurz vor der Chorweihe und zum 1300-jährigen Afra-Jubiläum gab Abt Johannes Merk 1603 einen neuen Hochaltar in Auftrag, der den um 1570 entstandenen Flügelaltar von Paulus Mair ersetzen sollte. Der ursprüngliche Hochaltar fand in der über der Sakristei befindlichen 17 m hohen Schneckenkapelle seinen Platz. Für das Bildprogramm für den neuen Altar wurde gefordert die zentralen Themen des Glaubens mit dem in der bikonfessionellen Stadt in die Kritik geratenen Heiligenkult zu verbinden. 

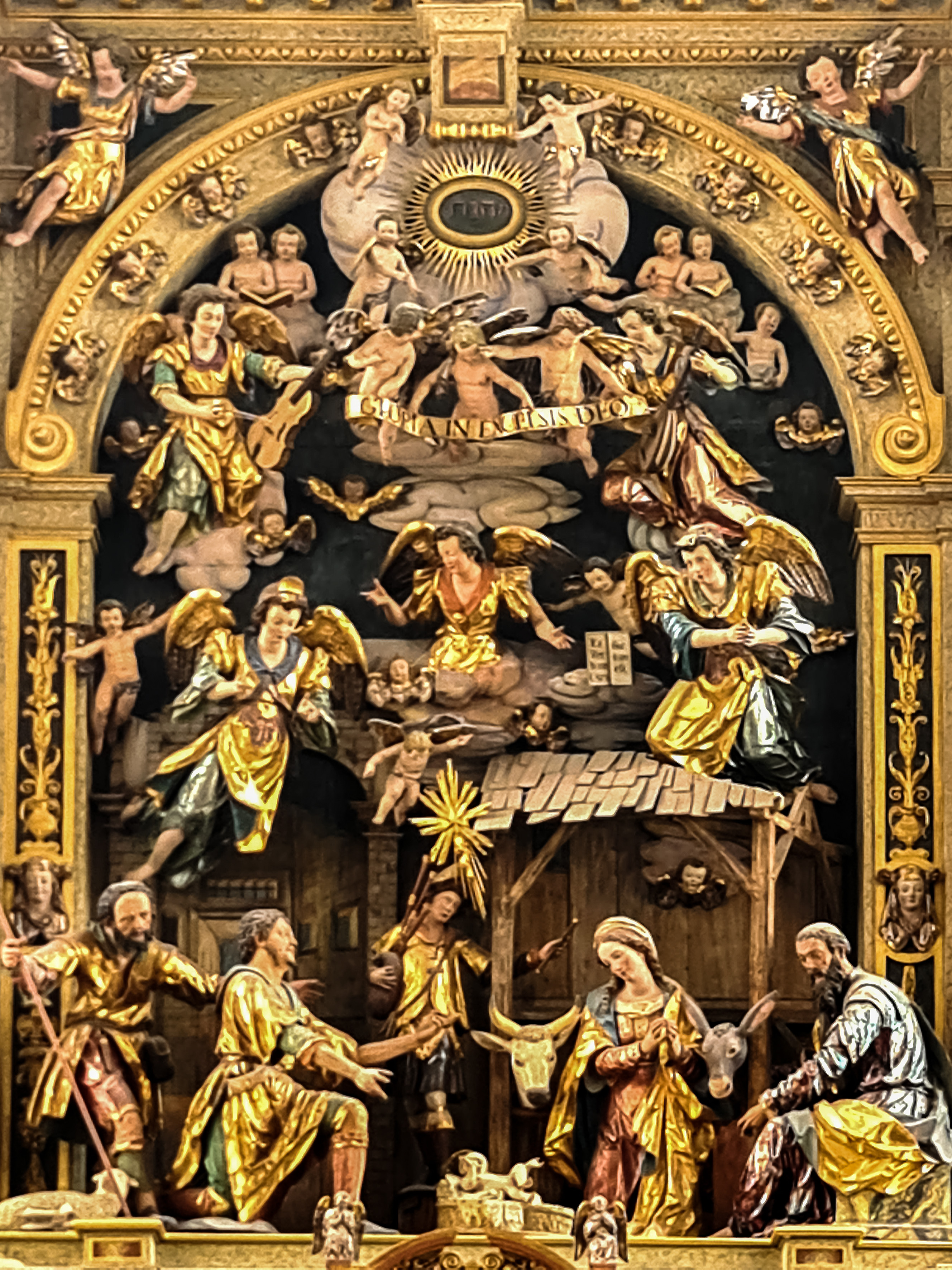
Geburt Christi mit Anbetung der Hirten

Den Entwurf dazu fertigte wohl, wie öfter für Degler-Altäre, dessen Schwager, der Münchner Hofkünstler Hans Krumpper. Während seine Gesellen und Schüler die Putten und Kleinfiguren anfertigten, schuf Degler die Hauptfiguren im Mittelschrein, auf den Konsolen und dem Altarauszug selbst. In den Jahren 1604–1605 wurde der Hochaltar zusammen mit den beiden Seitenaltären in der Stiftskirche aufgestellt und 1607 geweiht.

## Beschreibung

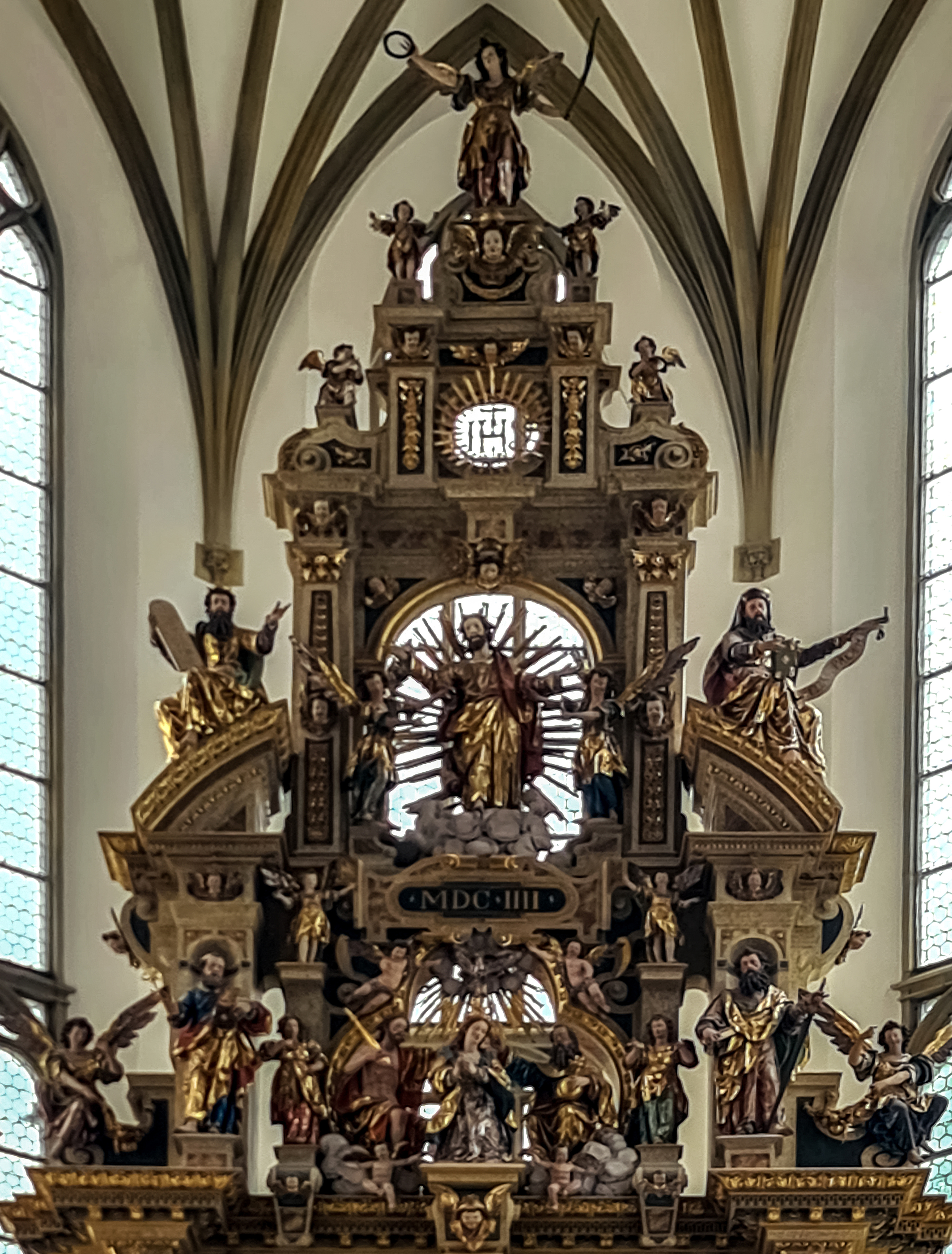
Der hochaufragende Altarauszug mit der Krönung Mariens

Der fünfgeschossige Holzaufbau trägt zahlreiche gefasste Schnitzfiguren und nahezu freiplastische Skulpturengruppen. Auf der Mensa steht ein die gesamte Predellazone einnehmender Tabernakel, der mit Säulen und Statuetten verziert ist. Im Mittelschrein ist eine mit der Anbetung der Hirten erweiterte Geburt Christi in der Art einer Krippe dargestellt. Über dem Stall von Bethlehem schweben zahlreiche Engel, von denen einige musizieren, und Putten. Seitlich stehen die Heiligen Johannes der Täufer und Johannes Evangelist. Im unteren Geschoss des Auszugs erkennt man die Krönung Mariä, seitlich stehen die Hll. Petrus und Paulus. Darüber ist mit den seitlich begleitenden Propheten Moses und Elija die Verklärung Christi dargestellt. Den oberen Abschluss des Altares bilden ein von Putten umrahmtes Christusmonogramm sowie ein Engel mit Kranz und Palmenzweig. Die Altarrückseite ist wie die der Seitenaltäre ornamental bemalt.